# Janez Brajkovič
Janez Brajkovič (né le 18 décembre 1983 à Metlika) est un coureur cycliste slovène. Champion du monde du contre-la-montre espoirs en 2004, il est devenu professionnel l'année suivante. Il a notamment remporté le Critérium du Dauphiné 2010.

## Carrière

### Débuts cyclistes et carrière amateur
Après une victoire dans les championnats du monde espoirs contre-la-montre en 2004, devant Thomas Dekker, Janez Brajkovič fait ses débuts professionnels en 2005 au sein de l'équipe slovène Krka-Adria Mobil, avant que Johan Bruyneel le fasse venir en août de la même année au sein de l'équipe américaine Discovery Channel.

### Carrière professionnelle
En juillet 2005, il passe professionnel et fait des débuts très remarqués sur l'Eneco Tour. Il termine septième du contre-la-montre, aide le sprinteur Max van Heeswijk à gagner deux étapes et se classe parmi les 20 premiers au classement général. Plus tard dans la saison, il termine 14e du contre-la-montre du Tour d'Allemagne et dans les 20 premiers des championnats du monde de Madrid.
Il se révèle lors de la saison 2006, où il se classe à 22 ans cinquième du Tour de Catalogne et du Tour de Suisse. Il est sélectionné pour participer au Tour d'Espagne 2006, son premier grand tour. Il termine deuxième de la première étape de montagne, après avoir été battu par Danilo Di Luca dans un sprint en côte. Il termine ensuite quatrième de la deuxième étape de montagne au sommet de l'Alto de El Morredero et prend de ce fait la tête du classement général. Il porte pendant deux jours le maillot or de leader du classement général et termine finalement la course à la 30e place du général. 
Début 2007, il confirme son talent avec une cinquième place sur Tirreno-Adriatico, et la victoire du classement général du Tour de Géorgie, sa première victoire chez les professionnels. Il fait par la suite preuve de régularité, terminant dixième du Tour de Romandie ainsi que de celui de Catalogne. En revanche il rate totalement le reste de sa saison : lui qui souhaitait briller sur le Tour de Suisse et surtout sur le Tour d'Espagne, il passe systématiquement au travers et abandonne sur les deux courses. 
L'équipe Discovery Channel étant dissoute, il rejoint en 2008 l'équipe Astana, en compagnie d'une grande partie de l'encadrement et des coureurs de l'ancienne équipe américaine. Il retrouve son meilleur niveau en classant 7e du Tour de Catalogne, puis troisième du Tour d'Allemagne et 8e du championnat du monde de contre-la-montre. Mais c'est sa deuxième place sur le Tour de Lombardie derrière Damiano Cunego qui reste le sommet de sa saison.
En 2010, il rejoint l'équipe RadioShack où il retrouve sa régularité en terminant onzième de Paris-Nice à moins de 2 minutes d'Alberto Contador, cinquième du Tour de Romandie et neuvième lors des Tours de Catalogne et de Californie. Il est pressenti pour courir le Tour de France 2010. En juin, il remporte la troisième étape du Critérium du Dauphiné disputée contre-la-montre et prend la tête du classement général de l'épreuve. Lors de l'avant-dernière étape dont l'arrivée est jugée au sommet de l'Alpe d'Huez, il se classe deuxième derrière Alberto Contador, résistant aux attaques de ce dernier. il termine la dernière étape dans le même groupe que Contador, ce qui lui permet de remporter l'épreuve. Non-assuré de participer au Tour de France, il est finalement sélectionné dans l'équipe RadioShack du Tour, principalement pour soutenir Lance Armstrong. Il s'agit de sa première « Grande Boucle » . Il s'en classe finalement 43e.
En 2011, il termine septième de Paris-Nice puis du Tour de Romandie et neuvième du Critérium du Dauphiné. Il participe à nouveau au Tour de France. Il est contraint à l'abandon après une chute lors de la cinquième étape. Il est victime d'une mononucléose durant l'essentiel de l'année. À la suite de l'annonce de la fusion entre RadioShack et le Leopard-Trek, Janez Brajkovič incertain de se voir assurer un rôle de leader dans la future formation s'engage avec Astana pour la saison 2012. Engagé dans le Tour de France 2012, il le termine à la neuvième place. L'année suivante, son Tour de France, s'arrête à l'issue de la sixième étape. Blessé à un genou à la suite d'une chute, il termine cette étape mais ne repart pas le lendemain. Lors du Tour d'Espagne 2013, il remporte le contre-la-montre par équipes de la 1re étape et porte le maillot rouge de leader pendant un jour. Il le perd le lendemain au profit de son coéquipier et leader Vincenzo Nibali. 
Sur le Tour d'Italie 2014, Brajkovič, comme de nombreux autres coureurs, chute dans les derniers kilomètres de la sixième étape. Il ne termine pas l'étape et des examens médicaux révèlent qu'il est atteint d'une fracture du coude gauche. Son meilleur résultat sur la saison est la troisième place du général du Tour de Burgos. Sa saison 2014 est statistiquement la plus mauvaise année de sa carrière. Il ne gagne aucune course pour la première fois de sa carrière, ce qu'il attribue à de nombreuses blessures et maladies. En fin d'année, il signe un contrat de deux ans avec l'équipe continentale professionnelle UnitedHealthcare. Il s'agit de la troisième équipe américaine différente de Brajkovic dans sa carrière.
Après deux saisons sans résultats significatifs, il retourne au sein du World Tour au sein de la nouvelle équipe Bahrain-Merida pour la saison 2017. La même année, il est révélé qu'il est bénéficiaire d'un système d'évasion fiscale permettant à des coureurs d'optimiser leurs revenus grâce à des sociétés basées dans des paradis fiscaux.
Après une saison infructueuse, il rejoint en 2018 l'équipe de ses débuts, Adria Mobil,. 
En avril 2018, il se classe 26e du Tour de Croatie, mais un contrôle effectué sur l'épreuve décèle une présence trop élevée de methylhexanamine.
En raison de sa nature particulière, la présence de cette substance n'a pas entraîné de suspension automatique du coureur, bien que l'équipe l'ait immédiatement arrêté après avoir été informé de la situation en juillet. Brajkovič a réussi à prouver que la positivité avait été causée par un supplément alimentaire acheté en ligne et utilisé pour traiter un problème de boulimie. La peine initiale prévue, de 24 mois, est alors réduite à 10 mois, soit jusqu'au 1er juin 2019.
Il reprend la compétition le 27 septembre 2019 au sein de l'équipe Adria Mobil. En 2020, il se classe sixième du Tour de Hongrie. Il n'est pas conservé par l'équipe Adria Mobil à l'issue de la saison 2020 et se retrouve sans contrat.
Le 1er octobre 2020, à la suite de la polémique visant le coureur américain Quinn Simmons qui avait nargué sur Twitter une journaliste anti-Trump avec un emoji représentant une main noire, Brajkovič dénonce le racisme qu'a subi son ancien coéquipier Tsgabu Grmay lorsqu'ils faisaient partie de l'équipe Bahrain-Merida en 2017. Ainsi, certains coureurs et membres du staff utilisaient le mot "nigga" pour s'adresser à l'éthiopien. Le slovène ajoute avoir demandé à un coéquipier s'il était raciste, ce dernier lui a alors répondu "oui, je ne les supporte pas". Brajkovič précise que "tout le monde l'a entendu, personne n'a rien fait" et exprime ses regrets personnels de ne pas avoir pu faire plus pour Grmay.

## Palmarès et classements mondiaux

### Résultats sur les grands tours

#### Tour de France
5 participations
- 2010 : 43e
- 2011 : abandon (5e étape)
- 2012 : 9e
- 2013 : non-partant (7e étape)
- 2017 : 45e

#### Tour d'Italie
2 participations
- 2009 : 14e[22],[n 1]
- 2014 : abandon (6e étape)

#### Tour d'Espagne
4 participations
- 2006 : 30e,  maillot or pendant 2 jours.
- 2007 : abandon (10e étape)
- 2011 : 22e
- 2013 : 26e, vainqueur de la 1re étape (contre-la-montre par équipes),  maillot rouge pendant 1 jour

### Classements mondiaux
| Année                                 | 2006 | 2007 | 2008 | 2009 | 2010 | 2011 | 2012 | 2013 | 2014 | 2015 | 2016  | 2017 | 2018  | 2019  | 2020 | 2021  |
| ------------------------------------- | ---- | ---- | ---- | ---- | ---- | ---- | ---- | ---- | ---- | ---- | ----- | ---- | ----- | ----- | ---- | ----- |
| UCI ProTour                           | 47e  | 81e  | 19e  |      |      |      |      |      |      |      |       |      |       |       |      |       |
| Calendrier mondial                    |      |      |      | 176e | 27e  |      |      |      |      |      |       |      |       |       |      |       |
| UCI World Tour                        |      |      |      |      |      | 68e  | 49e  | nc   | nc   |      | nc    | 218e | nc    |       |      |       |
| Classement mondial                    |      |      |      |      |      |      |      |      |      |      | 737e  | 852e | 1321e | 2562e | 343e | 2123e |
| UCI Europe Tour                       |      |      |      |      |      |      |      |      |      | nc   | 1018e | nc   | 813e  | 1623e | 281e | 1441e |
| UCI Asia Tour                         |      |      |      |      |      |      |      |      |      | 123e | 202e  | nc   | nc    |       |      |       |
| UCI America Tour                      |      |      |      |      |      |      |      |      |      | 146e | 185e  | nc   | nc    |       |      |       |
|                                       |      |      |      |      |      |      |      |      |      |      |       |      |       |       |      |       |
| Légende : nc = non classéSource : UCI |      |      |      |      |      |      |      |      |      |      |       |      |       |       |      |       |